# Eric Jean
Eric Jean, né le 5 mars 1969 à LaSalle, est un metteur en scène et acteur québécois.

## Biographie
Formé en jeu à l’École supérieure de théâtre de l’Université du Québec à Montréal, Eric Jean se tourne vers la mise en scène et fonde la compagnie Persona Théâtre en 1998. En 2004, il est nommé directeur artistique du Théâtre de Quat’Sous, un poste qu’il occupera jusqu’en 2016.
Appliquant une méthode de création qu’il qualifie d’« écriture vivante », Eric Jean conçoit des spectacles en étroite collaboration avec un auteur à partir de « fragments créés en improvisation » par les acteurs, dans un environnement scénique créé par les concepteurs. « J’adore partir d’une scénographie et inviter mes acteurs à improviser à partir du lieu, en laissant apparaître les histoires et les personnages. Je suis convaincu qu’ils existent en nous, qu’il suffit d’être à l’écoute et d’ouvrir les valves pour les voir apparaître », explique le metteur en scène. Ce faisant, Eric Jean laisse « surgir l’irrationnel et le refoulé, tout autant que l’urgence, la passion, et la pensée telle qu’elle se construit spontanément » tout en créant un « univers onirique » où la musique, le mouvement, le décor et les éclairages écrivent « autant que les mots ».
C’est de cette façon que seront créées et mises en scène des pièces écrites par Pascal Brullemans (Hippocampe, corps étrangers, Marianne Vague, etc.), Pascal Chevarie (Mika, l’enfant pleureur, Emovere, Chambre[s]), Luc Tartar (En découdre) et Olivier Kemeid (Les Mains, survivre). Eric Jean s’inspire aussi de la littérature et du cinéma : en 2000, il transpose au théâtre le roman La Dame aux camélias d’Alexandre Dumas fils (Camélias, adaptation de Pascal Brullemans), suivi en 2005 du roman Les Enfants du sabbat d’Anne Hébert (adaptation de Pascal Chevarie) puis, en 2014, du film Opening Night, de John Cassavetes et du roman Testament de Vickie Gendreau.
La même philosophie guide Eric Jean pendant son mandat de directeur artistique du Théâtre de Quat'Sous. Au théâtre se greffent d’autres disciplines : « Je veux des œuvres hybrides, le théâtre qui mélange d'autres formes d'art » explique-t-il. Une pièce peut englober « de la poésie, de la danse, de la musique, des chansons. J'aime les choses qui sont décloisonnées aussi. [...] Mais il y aura toujours du théâtre, notre vocation première ».
Eric Jean s’illustre également par son travail avec des comédiens mexicains (Cuerpos extraños, Más Allá) et son engagement pour l’essor d’un théâtre de création à l’extérieur des grandes villes (Camélias, une ardente patience, Blue Bayou). À son initiative et en collaboration avec l’organisme Diversité artistique Montréal, le Théâtre de Quat'Sous accueille depuis 2014 les Auditions de la diversité dans le but de faire connaître les comédiens québécois issus des minorités visibles et de l’immigration,.
De 2002 à 2004, Eric Jean occupe le poste d’adjoint à la direction artistique de l’École nationale de théâtre du Canada, où il enseigne encore aujourd’hui. Son engagement auprès de la jeunesse ne se limite pas à l’enseignement puisqu’il convie régulièrement de jeunes acteurs, auteurs ou concepteurs à participer à ses spectacles : « Je trouve que le théâtre est l’un des rares milieux où le mélange entre les générations se fait de façon si naturelle et enrichissante », constate-t-il.
En 2016, Eric Jean tourne un premier court métrage de fiction, Testament, inspiré du roman de Vickie Gendreau et de la pièce de théâtre montée au Quat'Sous en 2014.
En 2019, la compagnie de théâtre Les Deux Mondes l'invite à partager la codirection artistique et générale avec Sébastien Harrisson, déjà en poste.

## Mises en scène
- 2017 : Dance Me / Leonard Cohen, BJM (Les Ballets Jazz de Montréal)[17]
- 2016 : Le Joker de Larry Tremblay, Théâtre de Quat’Sous
- 2016 : Más Allá de Pascal Brullemans, Éric Jean, Anne-Catherine Lebeau et Christian Rangel, Cuatro Milpas Teatro (Colima, Mexique)
- 2015 : Variations sur un temps de David Ives, traduction de Maryse Warda, Théâtre de Quat’Sous
- 2014 : Dans ma maison de papier, j’ai des poèmes sur le feu de Philippe Dorin, Les Deux Mondes
- 2014 : Opening Night de John Cassavetes, traduction de Fanny Britt, Théâtre de Quat’Sous
- 2014 : Testament d’Éric Jean, d’après Vickie Gendreau, Théâtre de Quat’Sous
- 2013 : Survivre d’Olivier Kemeid et Éric Jean, Théâtre de Quat’Sous
- 2012 : Le Ventriloque de Larry Tremblay, Théâtre de Quat’Sous
- 2012 : Emovere de Pascal Chevarie et Éric Jean, Théâtre de Quat’Sous
- 2011 : En découdre de Luc Tartar, Théâtre de Quat’Sous
- 2009 : S’embrasent de Luc Tartar, Théâtre Bluff
- 2009 : Chambre(s) de Pascal Chevarie, Théâtre de Quat’Sous
- 2008 : Opium 37 de Catherine Léger, Théâtre de Quat’Sous (reprise en 2010)
- 2007 : Chasseurs de Pascal Brullemans, Théâtre de Quat’Sous
- 2006 : Corps étrangers de Pascal Brullemans, Théâtre de Quat’Sous
- 2005 : Les Mystères de quat’sous de Pascal Brullemans, Théâtre de Quat’Sous
- 2005 : Une ardente patience d’Antonio Skármeta, adaptation d’Olivier Kemeid, Théâtre de Quat’Sous
- 2005 : Cuerpos extraños de Pascal Brullemans, Cuatro Milpas Teatro (Colima, Mexique)
- 2005 : Les Enfants du sabbat d’Anne Hébert, adaptation de Pascal Chevarie, Théâtre du Trident
- 2005 : Mika, l’enfant pleureur de Pascal Chevarie, Théâtre Bouches décousues
- 2004 : Les Mains d’Olivier Kemeid et Eric Jean, Théâtre de Quat’Sous
- 2003 : Cornemuse de Larry Tremblay, Théâtre d’Aujourd’hui et Persona Théâtre
- 2002 : Blue Bayou, la maison de l’étalon de Reynald Robinson, Théâtre du Bic et Théâtre d’Aujourd’hui
- 2002 : Hippocampe de Pascal Brullemans et Éric Jean, Théâtre de Quat’Sous (reprise en 2007 et en 2009)
- 2001 : Une si belle chose de Jonathan Harvey, traduction de Maryse Warda, Théâtre du Rideau Vert
- 2000 : Marianne Vague de Pascal Brullemans, Persona Théâtre
- 2000 : Camélias (d’après La dame aux camélias d’Alexandre Dumas fils), adaptation de Pascal Brullemans, Les Têtes heureuses
- 1999 : Une livre de chair (œuvre collective), Persona Théâtre

## Autres activités
- 2011-2013 : directeur artistique, exposition AlterAnima, rencontres inusitées, Musée de la nature et des sciences de Sherbrooke[18]
- 2004-2016 : directeur artistique et codirecteur général, Théâtre de Quat'Sous
- 2002-2004 : adjoint à la direction artistique, École nationale de théâtre du Canada

## Honneurs
- 2005 : Masque de la production « régions » pour Une ardente patience[19]
- 2003 : Prix de la critique de l’Association québécoise des critiques de théâtre, catégorie Montréal, pour Hippocampe[20]
- 2001 : Masque de la production « régions » pour Camélias[21]